# Клаудіо Маркізіо
Клаудіо Маркізіо (італ. Claudio Marchisio, МФА: [ˈklaudjo marˈkizjo], нар. 19 січня 1986, К'єрі) — італійський футболіст, півзахисник, насамперед відомий виступами за «Ювентус» і національну збірну Італії.

## Клубна кар'єра
Вихованець футбольної школи клубу «Ювентус». Дорослу футбольну кар'єру розпочав 2006 року в основній команді того ж клубу, в якій провів один сезон, взявши участь у 25 матчах чемпіонату. Більшість часу, проведеного у складі «Ювентуса», був основним гравцем команди.
Однак вже за рік, у 2007, молодого півзахисника було віддано в оренду до клубу «Емполі», в якому він відіграв один сезон також як основний гравець середньої ланки команди.
По завершенні терміну оренди, 2008 року, повернувся до «Ювентуса», відразу ставши одним з основних гравців команди. Протягом наступних десяти сезонів відіграв за «стару синьйору» 269 матчів у національному чемпіонаті. 17 серпня 2018 року контракт гравця з туринським клубом було розірвано за обопільною згодою.
На початку серпня того ж 2018 року італієць на правах вільного агента уклав дворічну з російським «Зенітом», згідно якого він став одним з найбільш високооплачуваних гравців тамтешнього чемпіонату. Утім протягом першого сезону в Росії півзахисник узяв участь лише у 15 іграх за «Зеніт» в усіх турнірах, після чого погодився на передчасне розірвання контракту.

## Виступи за збірні
Протягом 2006—2009 років залучався до складу молодіжної збірної Італії. На молодіжному рівні зіграв у 15 офіційних матчах.
2008 року захищав кольори олімпійської збірної Італії. У складі цієї команди провів 3 матчі, забив 1 гол. Був учасником футбольного турніру на Олімпійських іграх 2008 року у Пекіні.
2009 року дебютував в офіційних матчах у складі національної збірної Італії. Наразі провів у формі головної команди країни 16 матчів, забивши 1 гол. У складі збірної був учасником чемпіонату світу 2010 року у ПАР. В рамках цього турніру двічі виходив на поле в іграх групового турніру.
Згодом був основним гравцем команди на Євро-2012, на якому італійці лише у фіналі поступилися збірній Іспанії, а також на чемпіонаті світу 2014 року, де його команда неочікувано не подолала груповий етап.
Загалом за дев'ять років, проведених у збірній, взяв участь у 55 матчах у її формі, відзначившись п'ятьма голами.
| Дата       | Місто          | Господарі         | Результат               | Гості         | Турнір                | Голи | Примітки          |
| ---------- | -------------- | ----------------- | ----------------------- | ------------- | --------------------- | ---- | ----------------- |
| 12/08/2009 | Базель         | Швейцарія         | 0 – 0                   | Італія        | товариський матч      | -    |                   |
| 09/09/2009 | Турин          | Італія            | 2 – 0                   | Болгарія      | Відбір до ЧС 2010     | -    |                   |
| 03/03/2010 | Монако         | Італія            | 0 – 0                   | Камерун       | товариський матч      | -    |                   |
| 03/06/2010 | Брюссель       | Італія            | 1 – 2                   | Мексика       | товариський матч      | -    |                   |
| 14/06/2010 | Кейптаун       | Італія            | 1 – 1                   | Парагвай      | ЧС 2010 - 1-й етап    | -    |                   |
| 20/06/2010 | Мбомбела       | Італія            | 1 – 1                   | Нова Зеландія | ЧС 2010 - 1-й етап    | -    |                   |
| 10/08/2010 | Лондон         | Італія            | 0 – 1                   | Кот-д'Івуар   | товариський матч      | -    |                   |
| 08/10/2010 | Белфаст        | Північна Ірландія | 0 – 0                   | Італія        | Відбір до ЧЄ 2012     | -    |                   |
| 12/10/2010 | Генуя          | Італія            | 3 – 0                   | Сербія        | Відбір до ЧЄ 2012     | -    | технічна перемога |
| 25/03/2011 | Любляна        | Словенія          | 0 – 1                   | Італія        | Відбір до ЧЄ 2012     | -    |                   |
| 29/03/2011 | Київ           | Україна           | 0 – 2                   | Італія        | товариський матч      | -    |                   |
| 03/06/2011 | Модена         | Італія            | 3 – 0                   | Естонія       | Відбір до ЧЄ 2012     | -    |                   |
| 07/06/2011 | Льєж           | Італія            | 0 – 2                   | Ірландія      | товариський матч      | -    |                   |
| 10/08/2011 | Барі           | Італія            | 2 – 1                   | Іспанія       | товариський матч      | -    |                   |
| 06/09/2011 | Флоренція      | Італія            | 1 – 0                   | Словенія      | Відбір до ЧЄ 2012     | -    |                   |
| 07/10/2011 | Белград        | Сербія            | 1 – 1                   | Італія        | Відбір до ЧЄ 2012     | 1    |                   |
| 11-11-2011 | Вроцлав        | Польща            | 0 – 2                   | Італія        | товариський матч      | -    | 64'               |
| 15-11-2011 | Рим            | Італія            | 0 – 1                   | Уругвай       | товариський матч      | -    | 82'               |
| 29-2-2012  | Генуя          | Італія            | 0 – 1                   | США           | товариський матч      | -    | 72'               |
| 1-6-2012   | Цюрих          | Італія            | 0 – 3                   | Росія         | товариський матч      | -    |                   |
| 10-6-2012  | Гданськ        | Іспанія           | 1 – 1                   | Італія        | ЧЄ 2012 - 1-й етап    | -    |                   |
| 14-6-2012  | Познань        | Італія            | 1 – 1                   | Хорватія      | ЧЄ 2012 - 1-й етап    | -    |                   |
| 18-6-2012  | Познань        | Італія            | 2 – 0                   | Ірландія      | ЧЄ 2012 - 1-й етап    | -    |                   |
| 24-6-2012  | Київ           | Англія            | 0 – 0 д.ч. (2 - 4 п.п.) | Італія        | ЧЄ 2012 - чвертьфінал | -    |                   |
| 28-6-2012  | Варшава        | Німеччина         | 1 – 2                   | Італія        | ЧЄ 2012 - півфінал    | -    |                   |
| 1-7-2012   | Київ           | Іспанія           | 4 – 0                   | Італія        | ЧЄ 2012 - Фінал       | -    |                   |
| 7-9-2012   | Софія (місто)  | Болгарія          | 2 – 2                   | Італія        | Відбір до ЧС 2014     | -    |                   |
| 11-9-2012  | Модена         | Італія            | 2 – 0                   | Мальта        | Відбір до ЧС 2014     | -    |                   |
| 12-10-2012 | Єреван         | Вірменія          | 1 – 3                   | Італія        | Відбір до ЧС 2014     | -    |                   |
| 16-10-2012 | Мілан          | Італія            | 3 – 1                   | Данія         | Відбір до ЧС 2014     | -    |                   |
| 14-11-2012 | Парма          | Італія            | 1 – 2                   | Франція       | товариський матч      | -    | 50'               |
| 26-3-2013  | Та-Калі        | Мальта            | 0 – 2                   | Італія        | Відбір до ЧС 2014     | -    |                   |
| 7-6-2013   | Прага          | Чехія             | 0 – 0                   | Італія        | Відбір до ЧС 2014     | -    |                   |
| 11-6-2013  | Ріо-де-Жанейро | Італія            | 2 – 2                   | Гаїті         | товариський матч      | 1    | 72'               |
| 16-6-2013  | Ріо-де-Жанейро | Мексика           | 1 – 2                   | Італія        | Кубок Конфедерацій    | -    | 68'               |
| 19-6-2013  | Ресіфі         | Італія            | 4 – 3                   | Японія        | Кубок Конфедерацій    | -    | 68'               |
| 22-6-2013  | Сальвадор      | Італія            | 2 – 4                   | Бразилія      | Кубок Конфедерацій    | -    | 40'               |
| 27-6-2013  | Форталеза      | Іспанія           | 0 – 0 д.ч. (7 - 6 п.п.) | Італія        | Кубок Конфедерацій    | -    | 79'               |
| 14-8-2013  | Рим            | Італія            | 1 – 2                   | Аргентина     | товариський матч      | -    | 46'               |
| 11-10-2013 | Копенгаген     | Данія             | 2 – 2                   | Італія        | Відбір до ЧС 2014     | -    | 68'               |
| 15-11-2013 | Мілан          | Італія            | 1 – 1                   | Німеччина     | товариський матч      | -    | 71'               |
| 5-3-2014   | Мадрид         | Іспанія           | 1 – 0                   | Італія        | товариський матч      | -    |                   |
| 31-5-2014  | Лондон         | Італія            | 0 – 0                   | Ірландія      | товариський матч      | -    |                   |
| 4-6-2014   | Перуджа        | Італія            | 1 – 1                   | Люксембург    | товариський матч      | 1    | 86'               |
| 14-6-2014  | Манаус         | Англія            | 1 – 2                   | Італія        | ЧС 2014 - 1-й етап    | 1    |                   |
| 20-6-2014  | Ресіфі         | Італія            | 0 – 1                   | Коста-Рика    | ЧС 2014 - 1-й етап    | -    | 69'               |
| 24-6-2014  | Натал          | Італія            | 0 – 1                   | Уругвай       | ЧС 2014 - 1-й етап    | -    | 59'               |
| 4-9-2014   | Барі           | Італія            | 2 – 0                   | Нідерланди    | товариський матч      | -    | 63'               |
| 10-10-2014 | Палермо        | Італія            | 2 – 1                   | Азербайджан   | Відбір до ЧЄ 2016     | -    |                   |
| 13-10-2014 | Та-Калі        | Мальта            | 0 – 1                   | Італія        | Відбір до ЧЄ 2016     | -    |                   |
| 16-11-2014 | Мілан          | Італія            | 1 – 1                   | Хорватія      | Відбір до ЧЄ 2016     | -    |                   |
| 12-6-2015  | Спліт          | Хорватія          | 1 – 1                   | Італія        | Відбір до ЧЄ 2016     | -    | 11'               |
| 13-11-2015 | Брюссель       | Бельгія           | 3 – 1                   | Італія        | товариський матч      | -    |                   |
| 17-11-2015 | Болонья        | Італія            | 2 – 2                   | Румунія       | товариський матч      | 1    | 77'               |
| 7-6-2017   | Ніцца          | Італія            | 3 – 0                   | Уругвай       | товариський матч      | -    | 4' 18'            |
| Усього     |                | Матчів            | 55                      |               | Голів                 | 5    |                   |

## Титули і досягнення
- Переможець Серії B (1):

«Ювентус»: 2006–07
- Чемпіон Італії (7):

«Ювентус»: 2011–12, 2012–13, 2013–14, 2014–15, 2015–16, 2016–17, 2017–18
- Володар Кубка Італії (4):

«Ювентус»: 2014-15, 2015-16, 2016-17, 2017-18
- Володар Суперкубка Італії (3):

«Ювентус»: 2012, 2013, 2015
- Фіналіст Ліги чемпіонів (1):

«Ювентус»: 2014-15
- Чемпіон Росії (1):

«Зеніт»: 2018–19
- Віце-чемпіон Європи: 2012